# Epitonium pallasi
Epitonium pallasi (nomeada, em inglês, Pallas' wentletrap) é uma espécie de molusco gastrópode marinho da família Epitoniidae, na ordem Caenogastropoda. Foi classificada por Louis Charles Kiener, em 1838, e descrita originalmente como Scalaria pallasi; sendo distribuída pelo Pacífico Ocidental, do Japão e Sudeste Asiático até Queensland, na Austrália, com duvidosos indícios de sua presença em Maurícia, no oceano Índico. Esta espécie possui uma subespécieː Epitonium pallasi neglectum (A. Adams & Reeve, 1850).

## Descrição da concha
Possui uma concha turriforme, de coloração acastanhada, similar à de Epitonium scalare (Linnaeus, 1758), com voltas de contornos arredondados e abertura circular e sem canal sifonal, com relevo dotado de costelas brancas em sua espiral, com 12 a 13 costelas por volta; atingindo até os 3.8 centímetros de comprimento. Ela é bastante ampla na base e possui um profundo umbílico.